# Assassination Games
Assassination Games (tựa tiếng Việt: Trò chơi sát thủ) là một bộ phim hành động của Mỹ, phát hành vào năm 2011, được bấm máy ở România và đạo diễn là Ernie Barbarash. Diễn viên chính trong phim là hai nam diễn viên võ thuật Jean-Claude Van Damme và Scott Adkins.

## Nội dung phim
Vincent Brazil là một sát thủ đang sống ở Romania, anh thường thực hiện những hợp đồng ám sát để đổi lấy những viên kim cương. Roland Flint cũng là một sát thủ có quá khứ đau lòng: vợ của anh - Anna Flint - từng bị tên trùm tội phạm Polo Yakur cưỡng hiếp đến hôn mê. Flint sau đó giết một nửa số thuộc hạ của Polo, cướp số tiền bẩn của Interpol và đưa vợ trốn đến Romania. Hiện tại, những đặc vụ Interpol tham nhũng có kế hoạch cho Polo ra tù sớm để dụ Flint ra mặt vì chúng tin rằng anh ta sẽ tìm giết Polo để trả thù. Vincent cũng nhận được hợp đồng ám sát Polo.
Vincent và Flint đến cùng một địa điểm ám sát Polo. Cả hai đều thất bại: Flint vô tình bắn trúng nóc xe của Vincent, khiến mũi tên của Vincent vô tình lấy mạng em trai của Polo thay vì chính Polo. Hai đặc vụ Interpol tham nhũng Godfrey và Schell cũng có mặt ở đó để giết Flint, tuy nhiên Vincent và Flint đều đã chạy thoát.
Vincent và Flint tình cờ gặp nhau và đồng ý hợp tác trong việc truy sát Polo. Hàng xóm của Vincent là một tên ma cô tên Telly, kẻ đã bạo hành October - một cô gái mại dâm mà hắn quản lý. Vincent đã đánh Telly và cho phép October ở lại nhà mình. Sau đó gã sát thủ và cô gái mại dâm đã nảy sinh tình cảm với nhau. Trong khi đó, Polo đã bắt giữ và giết hại Culley - một người bạn của Flint.
Godfrey và Schell đề nghị Polo giúp chúng bắt Flint, đổi lại hắn sẽ được Interpol miễn truy tố tội. Polo cũng trả tiền cho Vincent để anh dụ Flint đến tòa thị chính để bọn Polo và hai tên đặc vụ bắt anh ta. Flint bị bắt và bị đưa đi tra khảo. Polo nhận được giấy miễn truy tố tội từ Đặc vụ Wilson Herrod - sếp của Godfrey và Schell. Telly đến gặp Polo, tiết lộ về nơi ở của Vincent. Polo đã tấn công vào nhà Vincent, giết hại October dã man để trả thù cho em trai của hắn. Quá phẫn nộ, Vincent đi giải cứu Flint, giết Godfrey và Schell. Hai người sát thủ quyết định giải quyết dứt điểm Polo để kết thúc mọi chuyện.
Polo đến nhà Flint, bắt Anna làm con tin để buộc cả hai sát thủ đầu hàng. Vincent và Flint đầu hàng nhưng bí mật sắp đặt một khẩu súng tự động nã đạn vào ngôi nhà, giết hết thuộc hạ của Polo. Flint đâm chết Polo, trả thù thành công cho vợ mình. Sau đó Vincent và Flint đi giết Herrod và Telly, chính thức kết thúc mọi chuyện. Cuối phim, Flint đưa Anna đi điều trị, Vincent ghé qua nhà thờ thắp một ngọn nến để nhớ về October.

## Diễn viên
- Jean-Claude Van Damme – Vincent Brazil
- Scott Adkins – Roland Flint
- Kevin Chapman – Culley
- Ivan Kaye – Polo Yakur
- Michael Higgs – Godfrey
- Kristopher Van Varenberg – Schell
- Andrew French – Nalbandian
- Serban Celea – Wilson Herrod
- Attila Árpa – Telly
- Marija Karan – October
- Bianca Van Varenberg – Anna Flint
- Mario Marian – Danzo Yakur
- Viscreanu Constantin – Sĩ quan cảnh sát
- Alin Panc – Kovacs
- Valentin Teodosiu – Blanchard